# فهرست کشورها بر پایه صادرات پنبه
فهرست زیر مشتمل بر کشورهایی است که بیشترین آمار صادرات پنبه را در ۲۰۱۶ داشته‌اند. اعداد بر مبنای میلیون دلار آمریکا هستند و بر اساس داده‌های رصدخانهٔ پیچیدگی اقتصادی گردآوری شده‌اند. در ذیل فقط پانزده کشور برتر آورده شده‌اند.
در زیر ۱۰ کشور برتر فهرست شده‌اند.
| ردیف | کشور                | ارزش  |
| ---- | ------------------- | ----- |
| ۱    | ایالات متحده آمریکا | ۳٬۷۷۹ |
| ۲    | هند                 | ۱٬۲۷۵ |
| ۳    | برزیل               | ۱٬۲۴۲ |
| ۴    | استرالیا            | ۱٬۲۲۵ |
| ۵    | بورکینافاسو         | ۵۰۷   |
| ۶    | یونان               | ۳۵۱   |
| ۷    | ترکمنستان           | ۲۲۱   |
| ۸    | بنین                | ۱۹۸   |
| ۹    | ازبکستان            | ۱۹۲   |
| ۱۰   | مالی                | ۱۳۸   |
| ۱۱   | ساحل عاج            | ۱۲۱   |
| ۱۲   | اسپانیا             | ۱۰۶   |
| ۱۳   | ترکیه               | ۱۰۳   |
| ۱۴   | کومور               | ۹۸    |
| ۱۵   | مصر                 | ۸۴    |